# NASDAQ
NASDAQ, nguyên văn là National Association of Securities Dealers Automated Quotation System là một sàn giao dịch chứng khoán Hoa Kỳ. Đây là sàn giao dịch điện tử lớn thứ hai tại Hoa Kỳ hiện nay, chỉ sau NYSE. Với khoảng 3.200 giao dịch hàng ngày tại sàn, NASDAQ hiện là sàn giao dịch lớn nhất thế giới.
Sàn này được lập năm 1971 bởi (tạm dịch) Hiệp hội Quốc gia các Nhà buôn Chứng khoán - National Association of Securities Dealers (NASD).

## Điều kiện để được niêm yết trên NASDAQ
- Tài sản hữu hình thuần tối thiểu: 6 Triệu USD
- Lợi tức sau thuế: 1 Triệu USD
- Tài sản hữu hình thuần: 75 Triệu USD
- Thu nhập: 75 Triệu USD
- Giá trị thị trường: 75 Triệu USD
- Giá bán cổ phần tối thiểu: 5 USD
- Số cổ đông: 400
- Vốn cổ đông: 15 Triệu USD
- Giá thị trường công cộng: 8 Triệu USD
- Market Makers: 3
- Quá trình hoạt động: không bắt buộc

## Các cấp độ thị trường
Sàn giao dịch chứng khoán Nasdaq có ba cấp thị trường khác nhau:
- Thị trường Vốn (NASDAQ-CM small cap) là một thị trường chứng khoán dành cho các công ty có mức vốn hóa thị trường tương đối nhỏ. Yêu cầu niêm yết cho các công ty "small cap" như vậy không khắt khe bằng so với các thị trường Nasdaq khác niêm yết các công ty lớn hơn với mức vốn hóa thị trường đáng kể cao hơn đáng kể.[5]

- Thị trường Toàn cầu (NASDAQ-GM mid cap) bao gồm các cổ phiếu đại diện cho Thị trường Toàn cầu Nasdaq. Thị trường Toàn cầu bao gồm 1.450 cổ phiếu đáp ứng các yêu cầu tài chính và thanh khoản nghiêm ngặt của Nasdaq, cùng các tiêu chuẩn quản trị công ty. Thị trường Toàn cầu ít độc quyền hơn Thị trường Toàn cầu Lựa chọn.[6]

- Thị trường Toàn cầu Lựa chọn (NASDAQ-GS large cap) là một chỉ số theo trọng số vốn hóa thị trường được tạo ra từ các cổ phiếu có trụ sở tại Mỹ và quốc tế đại diện cho Chỉ số Thị trường Toàn cầu Lựa chọn Nasdaq Composite (NQGS). Thị trường Toàn cầu Lựa chọn bao gồm 1.200 cổ phiếu đáp ứng các yêu cầu tài chính và thanh khoản nghiêm ngặt của Nasdaq, cùng các tiêu chuẩn quản trị công ty. Thị trường Toàn cầu Lựa chọn độc quyền hơn Thị trường Toàn cầu. Mỗi tháng 10, Phòng Điều kiện Niêm yết Nasdaq xem xét Chỉ số Thị trường Toàn cầu Composite để xác định xem các cổ phiếu nào trong số chúng đã đủ điều kiện để niêm yết trên Thị trường Toàn cầu Lựa chọn.[7]